# Île de Rokkō
Pour les articles homonymes, voir Rokkō.
L'île de Rokkō (六甲アイランド, Rokkō Airando) est la deuxième île artificielle dans Kobe, Japon, situé dans la région sud-est du port de Kobe. L'île en terre  a été construite de 1973 et 1992, selon la technique umetate-chi. Elle a une forme rectangulaire et est d'une surface de  5,80 km2. Sur cette île, se trouvent des hôtels, des marchés, un parc d'attraction, des immeubles avec vue sur mer, le musée de mode-Kobe, une école internationale...

## Galerie

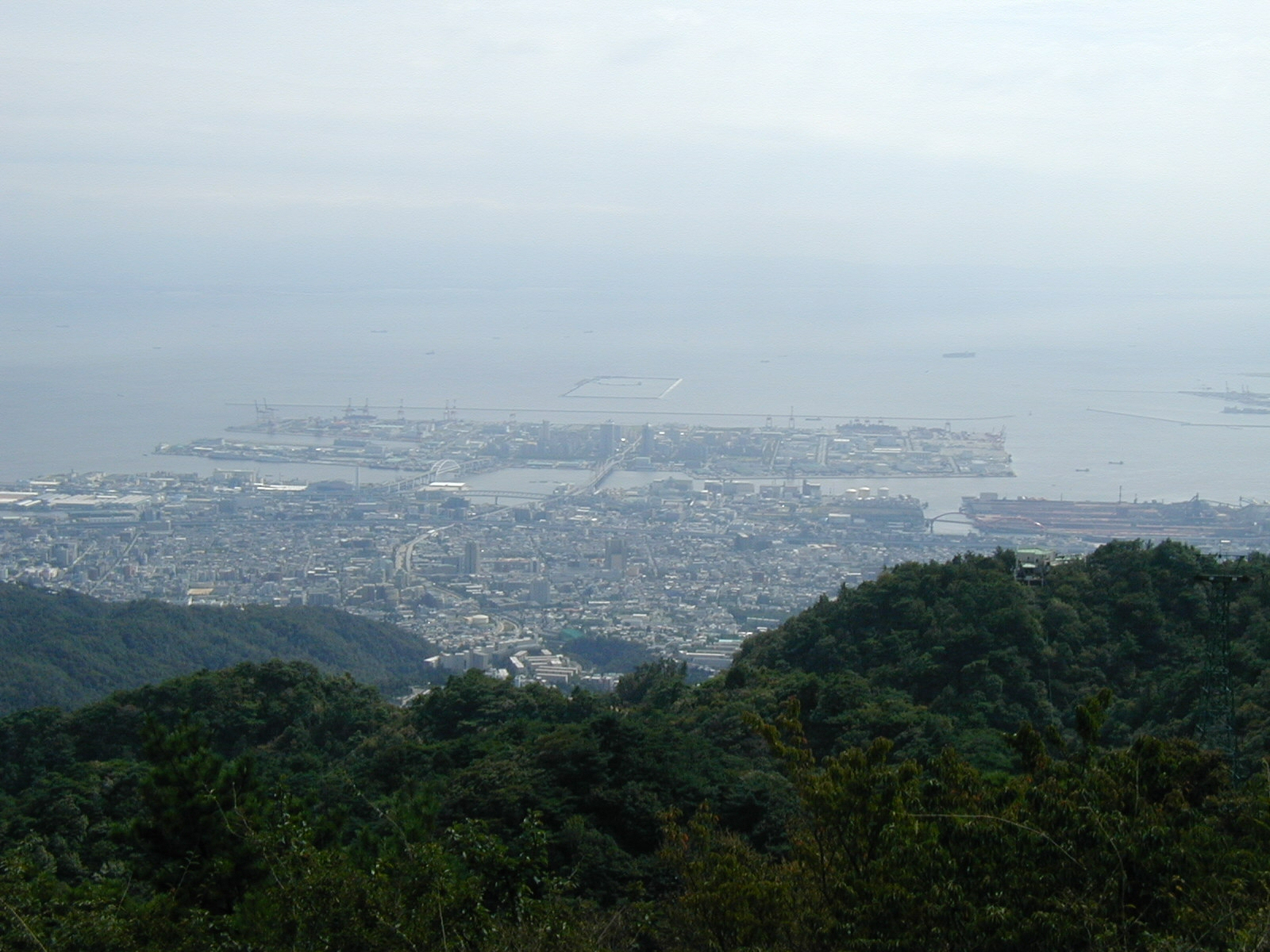
L'île de Rokkō vue des monts Rokkō
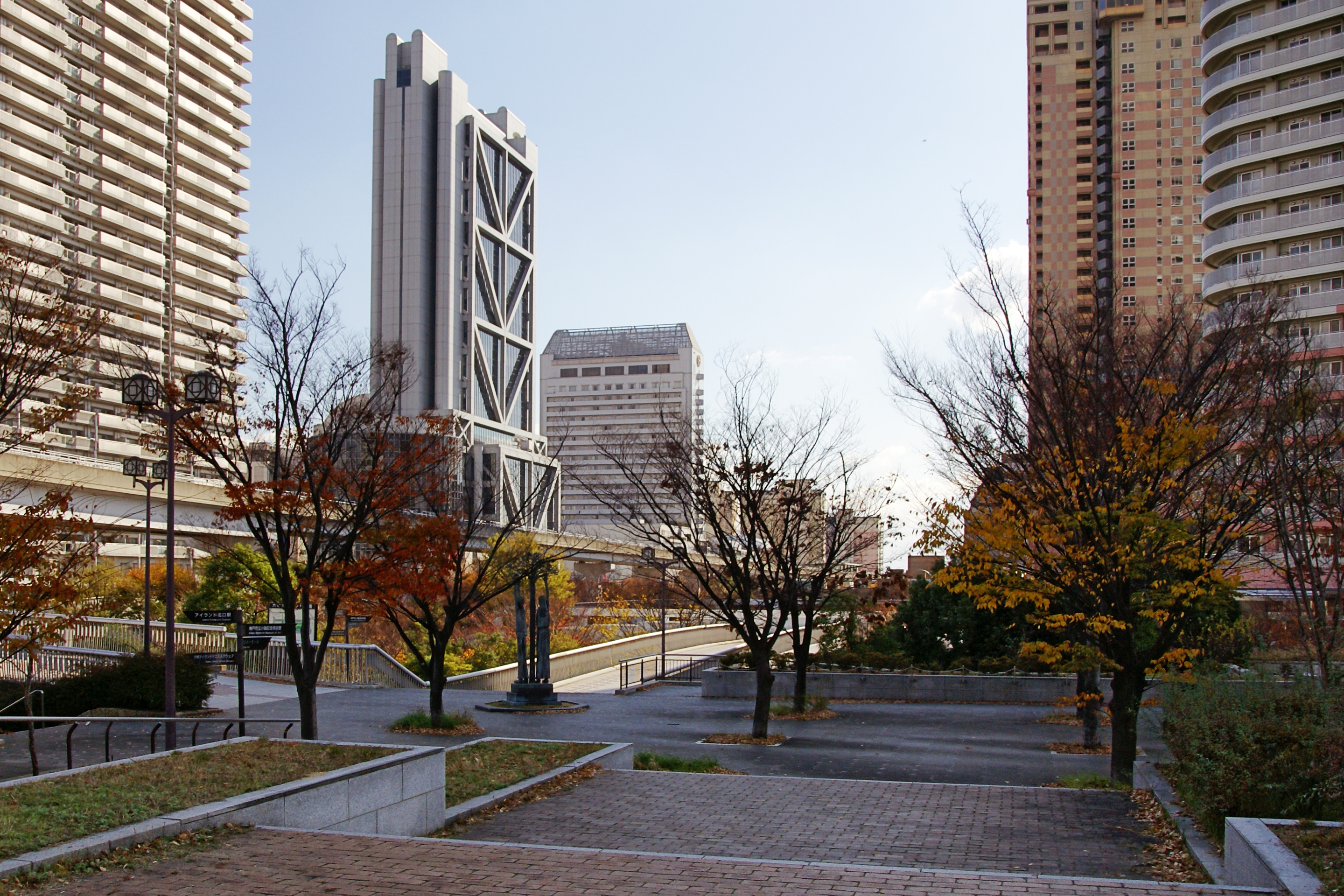
L'île de Rokkō